# Долгов, Александр Дмитриевич
Александр Дмитриевич Долгов (род. 1 июля 1941 года) — российский астрофизик, доктор физико-математических наук, профессор, лауреат премии им. Фридмана РАН (2011). Избран членом-корреспондентом РАН 29 мая 2025 года..

## Биография
Родился 01.07.1941.
Окончил МФТИ (1964).
Работал в Институте теоретической и экспериментальной физики им. А. И. Алиханова АН СССР, с 1970 г. старший научный сотрудник, с 1984 г. ведущий научный сотрудник.
С 1969 г. кандидат, с 1982 г. доктор физико-математических наук. Диссертации:
- Некоторые вопросы симметрии электромагнитного взаимодействия : диссертация … кандидата физико-математических наук : 01.00.00. — Москва, 1969. — 142 с. : ил.
- Космология и элементарные частицы : диссертация … доктора физико-математических наук : 01.04.02. — Москва, 1981. — 186 с.

С 1996 г. профессор Центра теоретической астрофизики в Копенгагене (Дания) (работал там под руководством Игоря Дмитриевича Новикова). С 2000 г. профессор Феррарского филиала Итальянского института ядерных исследований. С 2006 г. профессор Университета Феррары.
В 2011 г. создал и возглавил лабораторию космологии и физики элементарных частиц в Новосибирском государственном университете (в рамках правительственного мегагранта).
Сфера научной деятельности: космология, астрофизика и физика элементарных частиц и квантовая теория поля, проблемы тёмной материи, тёмной энергии и космологического бариосинтеза.
Кандидат в члены-корреспонденты РАН по секции Ядерной физики ОФН РАН по специальности «Ядерная физика» 2016 (на тот момент индекс Хирша — 39) и 2019 гг., не был избран.
Две монографии, около 300 научных работ, опубликованных в ведущих научных журналах.
Индекс Хирша (по состоянию на 01.06.2020) = 46.

## Общественная позиция
В феврале 2022 подписал открытое письмо российских учёных и научных журналистов с осуждением вторжения России на Украину и призывом вывести российские войска с украинской территории.

## Основные научные труды
- Космология ранней Вселенной / А. Д. Долгов, Я. Б. Зельдович, М. В. Сажин. — М. : Изд-во МГУ, 1988. — 198,[1] с. : ил.; 22 см; ISBN 5-211-00108-7
- Ангармонический осциллятор [Текст] : Теория возмущений, квазиклассика, метод Паде / А. Д. Долгов, В. Л. Елецкий, В. С. Попов. — Москва : ИТЭФ, 1979. — [2], 45 с. : граф.; 26 см. — (Институт теоретической и экспериментальной физики; ИТЭФ-72).
- Dolgov, Aleksandr Dmitrievich; Mikhail, Vasilʹevich Sazhin; IAkov, Borisovich Zeldovich. Basics of modern cosmology. Atlantica Séguier Frontières. ISBN 2863320734.
- Dolgov, Alexandre Dmitrievich; Bambi, Cosimo. Introduction to Particle Cosmology: The Standard Model of Cosmology and its Open Problems. 2015. Springer. ISBN 978-3662480779.

## Награды и признание
- Премия Ленинского комсомола (1973)
- Премия им. Ландау-Вейцмана по теоретической физике (Институт им. Вейцмана) (1996).
- Премия им. Понтекорво (ОИЯИ, Дубна) (2009) — за фундаментальные результаты по осцилляциям и кинетике нейтрино в космологии.
- Премия им. Фридмана РАН (2011) — за применение методов квантовой теории в космологии.